# Olympique Gymnaste Club de Nice 1983-1984
Questa voce raccoglie le informazioni riguardanti l'Olympique Gymnaste Club de Nice nelle competizioni ufficiali della stagione 1983-1984.

## Maglie e sponsor
Lo sponsor tecnico per la stagione 1983-1984 è Puma, lo sponsor ufficiale è Haribo. Viene ripristinata la tipica maglia rossa a strisce verticali nere.
| Manica sinistra · Manica sinistra · Maglietta · Maglietta · Manica destra · Manica destra · Pantaloncini · Calzettoni |

## Rosa
| N. |                    | Ruolo | Calciatore           |
| -- | ------------------ | ----- | -------------------- |
|    | Francia (bandiera) | P     | André Amitrano       |
|    | Francia (bandiera) | D     | Serge Bellisi        |
|    | Francia (bandiera) | D     | Hervé Blanc          |
|    | Francia (bandiera) | D     | Patrick Bruzzichessi |
|    | Francia (bandiera) | D     | Carlos Curbelo       |
|    | Francia (bandiera) | D     | Olivier Jannuzzi     |
|    | Francia (bandiera) | D     | Michel Joly          |
|    | Francia (bandiera) | D     | Jean-Philippe Mattio |
|    | Francia (bandiera) | D     | Patrick Rabathaly    |

| N. |                        | Ruolo | Calciatore       |
| -- | ---------------------- | ----- | ---------------- |
|    | Francia (bandiera)     | C     | André Blanc      |
|    | Francia (bandiera)     | C     | Eric Castagnino  |
|    | Francia (bandiera)     | C     | Pascal Françoise |
|    | Francia (bandiera)     | C     | Fabrice Mège     |
|    | Francia (bandiera)     | C     | François Soler   |
|    | Paesi Bassi (bandiera) | A     | Ruud Kaiser      |
|    | Svezia (bandiera)      | A     | Thomas Larsson   |
|    | Francia (bandiera)     | A     | Colbert Marlot   |
|    | Francia (bandiera)     | A     | Guy Mengual      |

## Risultati

### Division 2

#### Spareggi
| Arbitro: | Benali |

|                            |           |  |
| Mengual 34’ Castagnino 80’ | Marcatori |  |

| Arbitro: | Biguet |

|                                                                      |           |             |
| Okland 79’ Lafargue 88’ Ben Mabrouk 89’ Sither 93’ Pierre Ekéké 116’ | Marcatori | 37’ Larsson |